# Oscar/Beste Filmmusik
Mit dem Oscar für die beste Filmmusik werden die Komponisten der Filmmusik eines Films geehrt. Besonders im Bereich der Musik für einen Film gab es im Laufe der Jahre unterschiedliche Bezeichnungen für die einzelnen Kategorien, beispielsweise Music (Scoring), Music (Original Score), Music (Scoring of a Musical Picture), Music (Music Score of a Dramatic or Comedy Picture), Music (Music Score – substantially original) und noch einige andere. Diese Entwicklung resultierte oft auf dem sich wandelnden Geschmack der Kinogänger (beispielsweise die Hochkonjunktur für Musicals in den 1950er-Jahren). Seit 2000 gibt es die Kategorie Original Score neben der Kategorie Original Song.
Mit Marilyn Bergman (Yentl; gemeinsam mit Michel Legrand und Alan Bergman), Rachel Portman (Emma), Anne Dudley (Ganz oder gar nicht) und Hildur Guðnadóttir (Joker) gewannen nur vier Frauen in der Geschichte der Oscars den Preis für die Beste Filmmusik.

## Statistik
| Statistik                                     | Statistik                                    |
| --------------------------------------------- | -------------------------------------------- |
| Am häufigsten honorierter Komponist           | Alfred Newman (9 Siege)                      |
| Am häufigsten nominierter Komponist           | John Williams (54 Nominierungen)             |
| Am häufigsten nominierter Komponist ohne Sieg | Alex North, Thomas Newman (14 Nominierungen) |

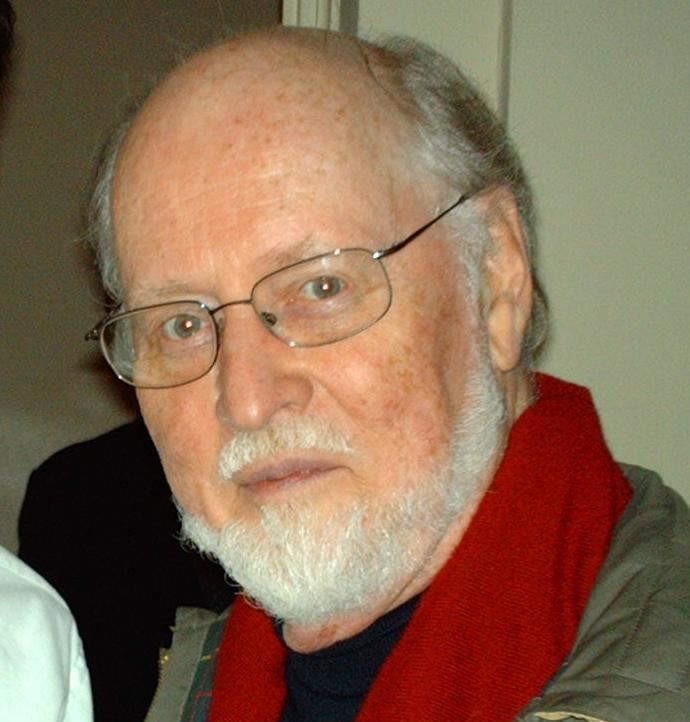
Komponist John Williams

In unten stehender Tabelle sind die Filme nach dem Jahr der Verleihung gelistet.

## 1935–1940
| Jahr | Preisträger                                                                    | für den Film                      | Nominierungen |
| ---- | ------------------------------------------------------------------------------ | --------------------------------- | --- |
| 1935 | Louis Silvers, Victor Schertzinger & Gus Kahn Columbia Studio Music Department | Das leuchtende Ziel               | Max Steiner und RKO Radio Studio Music Department für Tanz mit mir! Max Steiner und RKO Radio Studio Music Department für Die letzte Patrouille |
| 1936 | Max Steiner RKO Radio Studio Music Department                                  | Der Verräter                      | Nat W. Finston und M-G-M Studio Music Department für Meuterei auf der Bounty Erich Wolfgang Korngold und Warner Bros.-First National Studio Music Department für Unter Piratenflagge Irvin Talbot und Paramount Studio Music Department für Peter Ibbetson |
| 1937 | Erich Wolfgang Korngold Warner Bros. Studio Music Department                   | Ein rastloses Leben               | Max Steiner und Warner Bros. Studio Music Department für Der Verrat des Surat Khan Boris Morros und Paramount Studio Music Department für Der General starb im Morgengrauen Nathaniel Shilkret und RKO Radio Studio Music Department für Winterset Max Steiner und Selznick International Pictures Music Department für Der Garten Allahs |
| 1938 | Charles Previn Universal Studio Music Department                               | 100 Mann und ein Mädchen          | Constantin Bakaleinikoff und Grand National Studio Music Department für Musik in den Fäusten Alberto Colombo und Republic Studio Music Department für Portia on Trial Nat W. Finston und M-G-M Studio Music Department für Maienzeit Max Steiner und Warner Bros. Studio Music Department für Das Leben des Emile Zola Leigh Harline und Walt Disney Studio Music Department für Schneewittchen und die sieben Zwerge Marvin Hatley und Roach Studio Music Department für Zwei ritten nach Texas Boris Morros und Paramount Studio Music Department für Schiffbruch der Seelen Alfred Newman und Samuel Goldwyn Studio Music Department für … dann kam der Orkan Alfred Newman und Selznick International Pictures Music Department für Der Gefangene von Zenda Hugo Riesenfeld und RKO Radio für Make a Wish Louis Silvers und 20th Century-Fox Studio Music Department für Chicago Morris Stoloff und Columbia Studio Music Department für In den Fesseln von Shangri-La Roy Webb und RKO Radio Studio Music Department für Quality Street |
| 1939 | Original Score: Erich Wolfgang Korngold                                        | Robin Hood – König der Vagabunden | Robert Russell Bennett für Pacific Liner Richard Hagemann für Wenn ich König wär Marvin Hatley für Die Klotzköpfe Werner Janssen für Blockade Alfred Newman für Mein Mann, der Cowboy Louis Silvers für Suez Herbert Stothart für Marie-Antoinette Franz Waxman für Gauner mit Herz Victor Young für Army Girl Victor Young für Breaking the Ice |
| 1939 | Scoring: Alfred Newman                                                         | Alexander’s Ragtime Band          | Victor Baravalle für Sorgenfrei durch Dr. Flagg – Carefree Cy Feuer für Storm Over Bengal Marvin Hatley für Millionärin auf Abwegen Boris Morros für Tropic Holiday Alfred Newman für The Goldwyn Follies Charles Previn und Frank Skinner für Mad About Music Max Steiner für Jezebel – Die boshafte Lady Morris Stoloff und Gregory Stone für Girls’ School Herbert Stothart für Singende Herzen Franz Waxman für Gauner mit Herz |
| 1940 | Original Score: Herbert Stothart                                               | Das zauberhafte Land              | Anthony Collins für Nurse Edith Cavell Aaron Copland für Von Mäusen und Menschen Lud Gluskin und Lucien Moraweck für Der Mann mit der eisernen Maske Werner Janssen für Zauberer der Liebe Alfred Newman für Nacht über Indien Alfred Newman für Sturmhöhe Max Steiner für Opfer einer großen Liebe Max Steiner für Vom Winde verweht Victor Young für Golden Boy Victor Young für Gullivers Reisen Victor Young für Rache für Alamo |
| 1940 | Scoring: Richard Hagemann William Franke Harling John Leipold Leo Shuken       | Ringo                             | Phil Boutelje und Arthur Lange für Dreivierteltakt am Broadway Aaron Copland für Von Mäusen und Menschen Roger Edens und George E. Stoll für Musik ist unsere Welt Cy Feuer für She Married a Cop Louis Forbes für Intermezzo Erich Wolfgang Korngold für Günstling einer Königin Alfred Newman für Der Glöckner von Notre Dame Alfred Newman für Musik fürs Leben Charles Previn für First Love Louis Silvers für Swanee River Dimitri Tiomkin für Mr. Smith geht nach Washington Victor Young für Way Down South |

## 1941–1950
| Jahr | Preisträger                                                | für den Film                                           | Nominierungen |
| ---- | ---------------------------------------------------------- | ------------------------------------------------------ | --- |
| 1941 | Original Score: Leigh Harline Paul J. Smith Ned Washington | Pinocchio                                              | Aaron Copland für Unsere kleine Stadt Louis Gruenberg für The Fight for Life Richard Hagemann für The Howards of Virginia Richard Hagemann für Der lange Weg nach Cardiff Werner R. Heymann für Tumak, der Herr des Urwalds Alfred Newman für Im Zeichen des Zorro Miklós Rózsa für Der Dieb von Bagdad Frank Skinner für The House of the Seven Gables Max Steiner für Das Geheimnis von Malampur Herbert Stothart für Ihr erster Mann Franz Waxman für Rebecca Roy Webb für Meine Lieblingsfrau Meredith Willson für Der große Diktator Victor Young für Arizona Victor Young für Schwarzes Kommando Victor Young für Die scharlachroten Reiter |
| 1941 | Score: Alfred Newman                                       | Tin Pan Alley                                          | Anthony Collins für Irene Aaron Copland für Unsere kleine Stadt Cy Feuer für Hit Parade of 1941 Erich Wolfgang Korngold für Der Herr der sieben Meere Charles Previn für Spring Parade Artie Shaw für Swing-Romanze George E. Stoll und Roger Edens für Heiße Rhythmen in Chicago Victor Young für Arise, My Love |
| 1942 | Drama: Bernard Herrmann                                    | Der Teufel und Daniel Webster                          | Cy Feuer und Walter Scharf für Mercy Island Louis Gruenberg für So Ends Our Night Bernard Herrmann für Citizen Kane Edward J. Kay für Herr der Zombies – Insel der lebenden Toten Alfred Newman für Die merkwürdige Zähmung der Gangsterbraut Sugarpuss und für Schlagende Wetter Miklós Rózsa für Ein Frauenherz vergißt nie und Waffenschmuggler von Kenya Frank Skinner für Seitenstraße Max Steiner für Sergeant York Morris Stoloff und Ernst Toch für Das Geheimnis der drei Schwestern Edward Ward für Cheers for Miss Bishop und Tanks a Million Franz Waxman für Arzt und Dämon und Verdacht Meredith Willson für Die kleinen Füchse Victor Young für Das goldene Tor Richard Hagemann für This Woman Is Mine Werner Richard Heymann für Ehekomödie |
| 1942 | Musical: Frank Churchill Oliver Wallace                    | Dumbo                                                  | Anthony Collins für Sunny Robert Emmett Dolan für Birth of the Blues Cy Feuer für Ice-Capades Emil Newman für Adoptiertes Glück Charles Previn für Buck Privates Heinz Roemheld für Schönste der Stadt Morris Stoloff für Reich wirst du nie Herbert Stothart und Bronisław Kaper für The Chocolate Soldier Edward Ward für All-American Co-Ed |
| 1943 | Drama/Komödie: Max Steiner                                 | Reise aus der Vergangenheit                            | Frank Churchill und Edward H. Plumb für Bambi Richard Hagemann für Abrechnung in Shanghai Leigh Harline für Der große Wurf Edward J. Kay für Klondike Fury Alfred Newman für Der Seeräuber Miklós Rózsa für Das Dschungelbuch Frank Skinner für Arabische Nächte Herbert Stothart für Gefundene Jahre Max Terr für Goldrausch Dimitri Tiomkin für Blutrache Roy Webb für Meine Frau, die Hexe Roy Webb für Joan of Paris Victor Young für Unternehmen Tigersprung Victor Young für Silver Queen Victor Young für Liebling, zum Diktat |
| 1943 | Musical: Ray Heindorf Heinz Roemheld                       | Yankee Doodle Dandy                                    | Robert Emmett Dolan für Musik, Musik Roger Edens und George E. Stoll für For Me and My Gal Leigh Harline für Du warst nie berückender Alfred Newman für Die Königin vom Broadway Charles Previn und Hans J. Salter für Die ewige Eva Walter Scharf für Johnny Doughboy Edward Ward für Flying with Music |
| 1944 | Drama/Komödie: Alfred Newman                               | Das Lied von Bernadette                                | Constantin Bakaleinikoff und Roy Webb für The Fallen Sparrow Phil Boutelje für Hi Diddle Diddle Gérard Carbonara für Der Sheriff von Kansas Aaron Copland für The North Star Hanns Eisler für Auch Henker sterben Louis Gruenberg und Morris Stoloff für Commandos Strike at Dawn Leigh Harline für Johnny Come Lately Arthur Lange für Lady of Burlesque Hans J. Salter und Frank Skinner für Neun Kinder und kein Vater Walter Scharf für Die Hölle von Oklahoma Max Steiner für Casablanca Herbert Stothart für Madame Curie Dimitri Tiomkin für Der Besessene von Tahiti Victor Young für Wem die Stunde schlägt |
| 1944 | Musical: Ray Heindorf                                      | This Is the Army                                       | Robert Emmett Dolan für Star Spangled Rhythm Leigh Harline für The Sky’s the Limit Alfred Newman für Coney Island Edward H. Plumb, Paul J. Smith und Charles Wolcott für Drei Caballeros im Sambafieber Freddie Rich für Stage Door Canteen Walter Scharf für Hit Parade of 1943 Morris Stoloff für Something to Shout About Herbert Stothart für Nacht der tausend Sterne Edward Ward für Phantom der Oper |
| 1945 | Drama/Komödie: Max Steiner                                 | Als du Abschied nahmst                                 | Constantin Bakaleinikoff und Hanns Eisler für None But the Lonely Heart Karl Hajos für Sommerstürme Arthur Lange für So ein Papa Michel Michelet und Edward Paul für The Hairy Ape Miklós Rózsa für Frau ohne Gewissen Freddie Rich für Jack London David Rose für Das Korsarenschiff Hans J. Salter für Weihnachtsurlaub Walter Scharf und Roy Webb für Alarm im Pazifik Max Steiner für Die Abenteuer Mark Twains Morris Stoloff und Ernst Toch für Address Unknown Robert Stolz für It Happened Tomorrow Herbert Stothart für Kismet Dimitri Tiomkin für The Bridge of San Luis Rey Miklós Rózsa für Eine Frau für den Marshall W. Franke Harling für Three Russian Girls Edward Paul für Up in Mabel’s Room Michel Michelet für Voice in the Wind Alfred Newman für Wilson |
| 1945 | Musical: Carmen Dragon Morris Stoloff                      | Es tanzt die Göttin                                    | Constantin Bakaleinikoff für Higher and Higher Robert Emmett Dolan für Die Träume einer Frau Leo Erdody und Ferde Grofé Sr. für Minstrel Man Louis Forbes und Ray Heindorf für Up in Arms Ray Heindorf für Hollywood-Kantine Werner R. Heymann und Kurt Weill für Knickerbocker Holiday Edward J. Kay für Belita tanzt (Lady, Let’s Dance) Mahlon Merrick für Sensationen für Millionen Alfred Newman für Irish Eyes Are Smiling Charles Previn für Song of the Open Road Hans J. Salter für The Merry Monahans Walter Scharf für Brasilianische Serenade George E. Stoll für Meet Me in St. Louis |
| 1946 | Drama/Komödie: Miklós Rózsa                                | Ich kämpfe um dich                                     | Daniele Amfitheatrof für Seine Frau ist meine Frau Louis Applebaum, Ann Ronell für Schlachtgewitter am Monte Cassino R. Dale Butts und Morton Scott für San Francisco Lilly Robert Emmett Dolan für Die Glocken von St. Marien Louis Forbes für Hilfe, ich bin Millionär Hugo Friedhofer, Arthur Lange für Gefährliche Begegnung Karl Hajos für The Man Who Walked Alone Werner Janssen für Der Mann aus dem Süden Werner Janssen für Unter schwarzer Flagge Werner Janssen für Guest in the House Edward J. Kay für G. I. Honeymoon Alfred Newman für Schlüssel zum Himmelreich Miklós Rózsa für Das verlorene Wochenende Miklós Rózsa, Morris Stoloff für Polonaise Hans J. Salter für Die Liebe unseres Lebens Herbert Stothart für Die Entscheidung Alexandre Tansman für Paris Underground Franz Waxman für Der Held von Burma Roy Webb für Mit den Augen der Liebe Victor Young für Liebesbriefe |
| 1946 | Musical: George E. Stoll                                   | Urlaub in Hollywood                                    | Robert Emmett Dolan für Incendiary Blonde Louis Forbes und Ray Heindorf für Der Wundermann Walter Greene für Why Girls Leave Home Ray Heindorf und Max Steiner für Rhapsodie in Blau Charles E. Henderson und Alfred Newman für Jahrmarkt der Liebe Edward J. Kay für Sunbonnet Sue Jerome Kern und Hans J. Salter für Das Lied des goldenen Westens Arthur Lange für Belle of the Yukon Edward H. Plumb, Paul J. Smith und Charles Wolcott für Drei Caballeros Morton Scott für Hitchhike to Happiness Marlin Skiles und Morris Stoloff für Tonight and Every Night |
| 1947 | Drama/Komödie: Hugo Friedhofer                             | Die besten Jahre unseres Lebens                        | Bernard Herrmann für Anna und der König von Siam Miklós Rózsa für Rächer der Unterwelt William Walton für Heinrich V. Franz Waxman für Humoreske |
| 1947 | Musical: Morris Stoloff                                    | Der Jazzsänger                                         | Robert Emmett Dolan für Blau ist der Himmel Lennie Hayton für The Harvey Girls Ray Heindorf und Max Steiner für Tag und Nacht denk’ ich an Dich Alfred Newman für Centennial Summer |
| 1948 | Drama/Komödie: Miklós Rózsa                                | Ein Doppelleben                                        | Hugo Friedhofer für Jede Frau braucht einen Engel Alfred Newman für Der Hauptmann von Kastilien David Raksin für Amber, die große Kurtisane Max Steiner für Unser Leben mit Vater |
| 1948 | Musical: Alfred Newman                                     | Es begann in Schneiders Opernhaus (Mother Wore Tights) | Daniele Amfitheatrof, Paul J. Smith und Charles Wolcott für Onkel Remus’ Wunderland Robert Emmett Dolan für Der Weg nach Rio Johnny Green für Mexikanische Nächte Ray Heindorf und Max Steiner für My Wild Irish Rose |
| 1949 | Drama/Komödie: Brian Easdale                               | Die roten Schuhe                                       | Hugo Friedhofer für Johanna von Orleans Alfred Newman für Die Schlangengrube Max Steiner für Schweigende Lippen William Walton für Hamlet |
| 1949 | Musical: Johnny Green Roger Edens                          | Osterspaziergang                                       | Lennie Hayton für Der Pirat Ray Heindorf für Zaubernächte in Rio Alfred Newman für When My Baby Smiles at Me Victor Young für Ich küsse Ihre Hand, Madame |
| 1950 | Drama/Komödie: Aaron Copland                               | Die Erbin                                              | Max Steiner für Der Stachel des Bösen Dimitri Tiomkin für Zwischen Frauen und Seilen |
| 1950 | Musical: Roger Edens Lennie Hayton                         | Heut’ gehn wir bummeln (On the Town)                   | Ray Heindorf für Stern vom Broadway Morris Stoloff und George Duning für Jolson Sings Again |

## 1951–1960
| Jahr | Preisträger                                                 | für den Film                 | Nominierungen |
| ---- | ----------------------------------------------------------- | ---------------------------- | --- |
| 1951 | Drama/Komödie: Franz Waxman                                 | Boulevard der Dämmerung      | George Duning für Mein Glück in deine Hände Alfred Newman für Alles über Eva Max Steiner für Der Rebell Victor Young für Samson und Delilah |
| 1951 | Musical: Adolph Deutsch Roger Edens                         | Duell in der Manege          | Ray Heindorf für The West Point Story Lionel Newman für I’ll Get By André Previn für Drei kleine Worte Oliver Wallace und Paul J. Smith für Cinderella                                                                                              |
| 1952 | Drama/Komödie: Franz Waxman                                 | Ein Platz an der Sonne       | Alfred Newman für David und Bathseba Alex North für Der Tod eines Handlungsreisenden Alex North für Endstation Sehnsucht Miklós Rózsa für Quo vadis?                                                                                                |
| 1952 | Musical: Johnny Green Saul Chaplin                          | Ein Amerikaner in Paris      | Peter Herman Adler und Johnny Green für Der große Caruso Adolph Deutsch und Conrad Salinger für Mississippi-Melodie Alfred Newman für An der Riviera Oliver Wallace für Alice im Wunderland                                                         |
| 1953 | Drama/Komödie: Dimitri Tiomkin                              | Zwölf Uhr mittags            | Herschel Burke Gilbert für Ich bin ein Atomspion Alex North für Viva Zapata! Miklós Rózsa für Ivanhoe – Der schwarze Ritter Max Steiner für Die Heilige von Fatima (The Miracle of Our Lady of Fatima)                                              |
| 1953 | Musical: Alfred Newman                                      | Mit einem Lied im Herzen     | Lennie Hayton für Du sollst mein Glücksstern sein Ray Heindorf und Max Steiner für Jazz Singer (The Jazz Singer) Gian Carlo Menotti für Das Medium (The Medium) Walter Scharf für Hans Christian Andersen und die Tänzerin                          |
| 1954 | Drama/Komödie: Bronislau Kaper                              | Lili                         | Louis Forbes für Das ist Cinerama (This is Cinerama) Hugo Friedhofer für Die letzte Entscheidung (Above and Beyond) Miklós Rózsa für Julius Caesar Morris Stoloff und George Duning für Verdammt in alle Ewigkeit                                   |
| 1954 | Musical: Alfred Newman                                      | Madame macht Geschichte(n)   | Adolph Deutsch für Vorhang auf! Ray Heindorf für Schwere Colts in zarter Hand Frederick Hollander und Morris Stoloff für Die 5000 Finger des Dr. T. André Previn und Saul Chaplin für Küß mich, Kätchen! (Kiss Me Kate)                             |
| 1955 | Drama/Komödie: Dimitri Tiomkin                              | Es wird immer wieder Tag     | Larry Adler für Die feurige Isabella Leonard Bernstein für Die Faust im Nacken Max Steiner für Die Caine war ihr Schicksal Franz Waxman für Der silberne Kelch                                                                                      |
| 1955 | Musical: Adolph Deutsch Saul Chaplin                        | Eine Braut für sieben Brüder | Joseph Gershenson und Henry Mancini für Die Glenn Miller Story Herschel Burke Gilbert für Carmen Jones Ray Heindorf für Ein neuer Stern am Himmel Alfred Newman und Lionel Newman für Rhythmus im Blut                                              |
| 1956 | Drama/Komödie: Alfred Newman                                | Alle Herrlichkeit auf Erden  | Elmer Bernstein für Der Mann mit dem goldenen Arm George Duning für Picknick Alex North für Die tätowierte Rose Max Steiner für Urlaub bis zum Wecken                                                                                               |
| 1956 | Musical: Robert Russell Bennett Jay Blackton Adolph Deutsch | Oklahoma!                    | Jay Blackton und Cyril J. Mockridge für Schwere Jungs – leichte Mädchen Percy Faith und George E. Stoll für Tyrannische Liebe Alfred Newman für Daddy Langbein André Previn für Vorwiegend heiter                                                   |
| 1957 | Drama/Komödie: Victor Young                                 | In 80 Tagen um die Welt      | Hugo Friedhofer für Feuertaufe Alfred Newman für Anastasia Alex North für Der Regenmacher Dimitri Tiomkin für Giganten |
| 1957 | Musical: Alfred Newman Ken Darby                            | Der König und ich            | Johnny Green und Saul Chaplin für Die oberen Zehntausend Lionel Newman für Fanfaren der Freude (The Best Things in Life Are Free) George E. Stoll und Johnny Green für Viva Las Vegas Morris Stoloff und George Duning für Geliebt in alle Ewigkeit |
| 1958 | Malcolm Arnold                                              | Die Brücke am Kwai           | Hugo Friedhofer für Die große Liebe meines Lebens Hugo Friedhofer für Der Knabe auf dem Delphin Johnny Green für Das Land des Regenbaums Paul J. Smith für Perris Abenteuer (Perri)                                                                 |
| 1959 | Drama/Komödie: Dimitri Tiomkin                              | Der alte Mann und das Meer   | Hugo Friedhofer für Die jungen Löwen Jerome Moross für Weites Land David Raksin für Getrennt von Tisch und Bett Oliver Wallace für Weiße Wildnis |
| 1959 | Musical: André Previn                                       | Gigi                         | Yuri Faier und Gennadi Roschdestwenski für The Bolshoi Ballet Ray Heindorf für Damn Yankees! Alfred Newman und Ken Darby für South Pacific Lionel Newman für Blaue Nächte (Mardi Gras)                                                              |
| 1960 | Drama/Komödie: Miklós Rózsa                                 | Ben Hur                      | Frank De Vol für Bettgeflüster Ernest Gold für Das letzte Ufer Alfred Newman für Das Tagebuch der Anne Frank Franz Waxman für Geschichte einer Nonne                                                                                                |
| 1960 | Musical: André Previn Ken Darby                             | Porgy und Bess               | George Bruns für Dornröschen Lionel Newman für Engel auf heißem Pflaster Nelson Riddle und Joseph J. Lilley für Li’l Abner Leith Stevens für Fünf Pennies                                                                                           |

## 1961–1970
| Jahr | Preisträger                                                                      | für den Film                         | Nominierungen |
| ---- | -------------------------------------------------------------------------------- | ------------------------------------ | --- |
| 1961 | Drama/Komödie: Ernest Gold                                                       | Exodus                               | Elmer Bernstein für Die glorreichen Sieben Alex North für Spartacus André Previn für Elmer Gantry Dimitri Tiomkin für Alamo                                                                                                   |
| 1961 | Musical: Morris Stoloff Harry Sukman                                             | Nur wenige sind auserwählt           | Johnny Green für Pepe – Was kann die Welt schon kosten (Pepe) Lionel Newman und Earle H. Hagen für Machen wir’s in Liebe André Previn für Anruf genügt – komme ins Haus (Bells Are Ringing) Nelson Riddle für Can Can         |
| 1962 | Drama/Komödie: Henry Mancini                                                     | Frühstück bei Tiffany                | Elmer Bernstein für Sommer und Rauch Miklós Rózsa für El Cid Morris Stoloff und Harry Sukman für Fanny Dimitri Tiomkin für Die Kanonen von Navarone                                                                           |
| 1962 | Musical: Saul Chaplin Johnny Green Sid Ramin Irwin Kostal                        | West Side Story                      | George Bruns für Aufruhr im Spielzeugland Duke Ellington für Paris Blues Alfred Newman und Ken Darby für Mandelaugen und Lotosblüten Dmitri Schostakowitsch für Chowanschtschina                                              |
| 1963 | Score – Substantially Original: Maurice Jarre                                    | Lawrence von Arabien                 | Elmer Bernstein für Wer die Nachtigall stört Jerry Goldsmith für Freud Bronislau Kaper für Meuterei auf der Bounty Franz Waxman für Taras Bulba                                                                               |
| 1963 | Scoring of Music, Adaptation or Treatment: Ray Heindorf                          | Music Man                            | Leigh Harline für Die Wunderwelt der Gebrüder Grimm Michel Magne für Gigot, der Stumme vom Montmartre (Gigot) Frank Perkins für Gypsy – Königin der Nacht George E. Stoll für Spiel mit mir (Billy Rose’s Jumbo)              |
| 1964 | Score – Substantially Original: John Addison                                     | Tom Jones – Zwischen Bett und Galgen | Ernest Gold für Eine total, total verrückte Welt Alfred Newman und Ken Darby für Das war der Wilde Westen Alex North für Cleopatra Dimitri Tiomkin für 55 Tage in Peking                                                      |
| 1964 | Scoring of Music, Adaptation or Treatment: André Previn                          | Das Mädchen Irma la Douce            | George Bruns für Die Hexe und der Zauberer Johnny Green für Bye Bye Birdie Maurice Jarre für Sonntage mit Sybill Leith Stevens für Eine neue Art von Liebe                                                                    |
| 1965 | Score – Substantially Original: Richard M. Sherman Robert B. Sherman             | Mary Poppins                         | Frank De Vol für Wiegenlied für eine Leiche Henry Mancini für Der rosarote Panther Laurence Rosenthal für Becket Dimitri Tiomkin für Der Untergang des Römischen Reiches                                                      |
| 1965 | Scoring of Music, Adaptation or Treatment: André Previn                          | My Fair Lady                         | Robert Armbruster, Léo Arnaud, Jack Elliott, Jack Hayes, Calvin Jackson und Leo Shuken für Goldgräber-Molly Irwin Kostal für Mary Poppins George Martin für Yeah! Yeah! Yeah! Nelson Riddle für Sieben gegen Chicago          |
| 1966 | Score – Substantially Original: Maurice Jarre                                    | Doktor Schiwago                      | Jerry Goldsmith für Träumende Lippen Michel Legrand und Jacques Demy für Die Regenschirme von Cherbourg Alfred Newman für Die größte Geschichte aller Zeiten Alex North für Michelangelo – Inferno und Ekstase                |
| 1966 | Scoring of Music, Adaptation or Treatment: Irwin Kostal                          | Meine Lieder – meine Träume          | Frank De Vol für Cat Ballou – Hängen sollst du in Wyoming Lionel Newman und Alexander Courage für Drei Mädchen in Madrid Don Walker für Tausend Clowns                                                                        |
| 1967 | Original Music Score: John Barry                                                 | Frei geboren – Königin der Wildnis   | Elmer Bernstein für Hawaii Jerry Goldsmith für Kanonenboot am Yangtse-Kiang Toshiro Mayuzumi für Die Bibel Alex North für Wer hat Angst vor Virginia Woolf?                                                                   |
| 1967 | Scoring of Music, Adaptation or Treatment: Ken Thorne                            | Toll trieben es die alten Römer      | Elmer Bernstein für Die Rückkehr der glorreichen Sieben Luis Bacalov für Das 1. Evangelium – Matthäus Al Ham für Stop the World: I Want to Get Off Harry Sukman für Dominique – Die singende Nonne                            |
| 1968 | Original Music Score: Elmer Bernstein                                            | Modern Millie – Reicher Mann gesucht | Richard Rodney Bennett für Die Herrin von Thornhill Leslie Bricusse für Doktor Dolittle Quincy Jones für Kaltblütig Lalo Schifrin für Der Unbeugsame                                                                          |
| 1968 | Scoring of Music, Adaptation or Treatment: Alfred Newman Ken Darby               | Camelot – Am Hofe König Arthurs      | Frank De Vol für Rat mal, wer zum Essen kommt Lionel Newman und Alexander Courage für Doktor Dolittle André Previn und Joseph Gershenson für Modern Millie – Reicher Mann gesucht John Williams für Das Tal der Puppen        |
| 1969 | Score of a Musical Picture (Original or Adaptation): Johnny Green                | Oliver                               | Lennie Hayton für Star! Ray Heindorf für Der goldene Regenbogen Michel Legrand und Jacques Demy für Die Mädchen von Rochefort Walter Scharf für Funny Girl                                                                    |
| 1969 | Original Score for a Motion Picture (not a Musical): John Barry                  | Der Löwe im Winter                   | Jerry Goldsmith für Planet der Affen Michel Legrand für Thomas Crown ist nicht zu fassen Alex North für In den Schuhen des Fischers Lalo Schifrin für The Fox                                                                 |
| 1970 | Score of a Musical Picture (Original or Adaptation): Lennie Hayton Lionel Newman | Hello, Dolly!                        | Leslie Bricusse und John Williams für Goodbye, Mr. Chips Cy Coleman für Sweet Charity Johnny Green und Albert Woodbury für Nur Pferden gibt man den Gnadenschuß Nelson Riddle für Westwärts zieht der Wind (Paint Your Wagon) |
| 1970 | Original Score for a Motion Picture (not a Musical): Burt Bacharach              | Zwei Banditen                        | Georges Delerue für Königin für tausend Tage Jerry Fielding für The Wild Bunch – Sie kannten kein Gesetz Ernest Gold für Das Geheimnis von Santa Vittoria John Williams für Der Gauner                                        |

## 1971–1980
| Jahr | Preisträger                                                                       | für den Film                                               | Nominierungen |
| ---- | --------------------------------------------------------------------------------- | ---------------------------------------------------------- | --- |
| 1971 | Original Song Score: The Beatles                                                  | Let It Be                                                  | Leslie Bricusse, Ian Fraser und Herbert W. Spencer für Scrooge Fred Karlin und Tylwyth Kymry für 100 Dollar mehr, wenn’s ein Junge wird Henry Mancini und Johnny Mercer für Darling Lili Rod McKuen, John Scott Trotter, Bill Meléndez, Al Shean und Vince Guaraldi für Charlie Brown und seine Freunde                 |
| 1971 | Original Score: Francis Lai                                                       | Love Story                                                 | Frank Cordell für Cromwell – Krieg dem König Jerry Goldsmith für Patton – Rebell in Uniform Henry Mancini für Sonnenblumen Alfred Newman für Airport |
| 1972 | Original Dramatic Score: Michel Legrand                                           | Sommer ’42                                                 | John Barry für Maria Stuart, Königin von Schottland Richard Rodney Bennett für Nikolaus und Alexandra Jerry Fielding für Wer Gewalt sät Isaac Hayes für Shaft |
| 1972 | Scoring Adaptation and Original Song Score: John Williams                         | Anatevka                                                   | Leslie Bricusse, Anthony Newley und Walter Scharf für Charlie und die Schokoladenfabrik Peter Maxwell Davies und Peter Greenwell für Boyfriend (Ihr Liebhaber) (The Boy Friend) Richard M. Sherman, Robert B. Sherman und Irwin Kostal für Die tollkühne Hexe in ihrem fliegenden Bett Dimitri Tiomkin für Tschaikowski |
| 1973 | Original Dramatic Score: Charles Chaplin Ray Rasch Larry Russell                  | Rampenlicht                                                | John Addison für Mord mit kleinen Fehlern Buddy Baker für Flucht in die Wildnis John Williams für Spiegelbilder (Images) John Williams für Die Höllenfahrt der Poseidon |
| 1973 | Scoring Original Song Score and/or Adaptation: Ralph Burns                        | Cabaret                                                    | Gil Askey für Lady Sings the Blues Laurence Rosenthal für Der Mann von La Mancha |
| 1974 | Original Dramatic Score: Marvin Hamlisch                                          | So wie wir waren                                           | John Cameron für Mann, bist du Klasse! Georges Delerue für Der Tag des Delphins Jerry Goldsmith für Papillon John Williams für Zapfenstreich (Cinderella Liberty) |
| 1974 | Scoring Original Song Score and/or Adaptation: Marvin Hamlisch                    | Der Clou                                                   | André Previn, Herbert W. Spencer und Andrew Lloyd Webber für Jesus Christ Superstar Richard M. Sherman, Robert B. Sherman und John Williams für Tom Sawyers Abenteuer |
| 1975 | Original Dramatic Score: Nino Rota Carmine Coppola                                | Der Pate – Teil II                                         | Richard Rodney Bennett für Mord im Orient-Expreß Jerry Goldsmith für Chinatown Alex North für Shanks John Williams für Flammendes Inferno |
| 1975 | Scoring Original Song Score and/or Adaptation: Nelson Riddle                      | Der große Gatsby                                           | Alan Jay Lerner, Frederick Loewe, Angela Morley und Douglas Gamley für Der kleine Prinz Paul H. Williams und George Aliceson Tipton für Das Phantom im Paradies |
| 1976 | Scoring Original Song Score and/or Adaptation: Leonard Rosenman                   | Barry Lyndon                                               | Peter Matz für Funny Lady Pete Townshend für Tommy |
| 1976 | Original Dramatic Score: John Williams                                            | Der weiße Hai                                              | Gerald Fried für Die Paarungen der Tiere Jerry Goldsmith für Der Wind und der Löwe Jack Nitzsche für Einer flog über das Kuckucksnest Alex North für 700 Meilen westwärts |
| 1977 | Original Score: Jerry Goldsmith                                                   | Das Omen                                                   | Jerry Fielding für Der Texaner Bernard Herrmann für Schwarzer Engel Bernard Herrmann für Taxi Driver Lalo Schifrin für Reise der Verdammten |
| 1977 | Original Song Score and Its Adaptation or Best Adaptation Score: Leonard Rosenman | Dieses Land ist mein Land                                  | Roger Kellaway für A Star Is Born Paul H. Williams für Bugsy Malone |
| 1978 | Original Score: John Williams                                                     | Krieg der Sterne                                           | Georges Delerue für Julia Marvin Hamlisch für James Bond 007 – Der Spion, der mich liebte Maurice Jarre für The Message John Williams für Unheimliche Begegnung der dritten Art |
| 1978 | Original Song Score and Its Adaptation or Best Adaptation Score: Jonathan Tunick  | Das Lächeln einer Sommernacht                              | Al Kasha, Joel Hirschhorn und Irwin Kostal für Elliot, das Schmunzelmonster Richard M. Sherman, Robert B. Sherman und Angela Morley für Cinderellas silberner Schuh |
| 1979 | Original Score: Giorgio Moroder                                                   | 12 Uhr nachts – Midnight Express                           | Jerry Goldsmith für The Boys from Brazil Dave Grusin für Der Himmel soll warten Ennio Morricone für In der Glut des Südens John Williams für Superman |
| 1979 | Original Song Score and Its Adaptation or Best Adaptation Score: Joe Renzetti     | Die Buddy Holly Story                                      | Quincy Jones für The Wiz – Das zauberhafte Land Jerry Wexler für Pretty Baby |
| 1980 | Original Score: Georges Delerue                                                   | Ich liebe dich – I Love You – Je t’aime (A Little Romance) | Jerry Goldsmith für Star Trek: Der Film Dave Grusin für Der Champ Henry Mancini für Zehn – Die Traumfrau Lalo Schifrin für Amityville Horror |
| 1980 | Original Song Score and Its Adaptation or Best Adaptation Score: Ralph Burns      | Hinter dem Rampenlicht                                     | Paul H. Williams und Kenny Ascher für Muppet Movie Patrick Williams für Vier irre Typen – Wir schaffen alle, uns schafft keiner |

## 1981–1990
| Jahr | Preisträger                                                                                                  | für den Film                       | Nominierungen |
| ---- | --- | ---------------------------------- | --- |
| 1981 | Original Score: Michael Gore                                                                                 | Fame – Der Weg zum Ruhm            | John Corigliano für Der Höllentrip John Morris für Der Elefantenmensch Philippe Sarde für Tess John Williams für Das Imperium schlägt zurück |
| 1982 | Original Score: Vangelis                                                                                     | Die Stunde des Siegers             | Dave Grusin für Am goldenen See Randy Newman für Ragtime Alex North für Der Drachentöter John Williams für Jäger des verlorenen Schatzes |
| 1983 | Original Score: John Williams                                                                                | E.T. – Der Außerirdische           | Jerry Goldsmith für Poltergeist Marvin Hamlisch für Sophies Entscheidung Jack Nitzsche für Ein Offizier und Gentleman Ravi Shankar und George Fenton für Gandhi |
| 1983 | Original Song Score and Its Adaptation or Best Adaptation Score: Henry Mancini Leslie Bricusse               | Victor/Victoria                    | Ralph Burns für Annie Tom Waits für Einer mit Herz |
| 1984 | Original Score: Bill Conti                                                                                   | Der Stoff, aus dem die Helden sind | Jerry Goldsmith für Under Fire Michael Gore für Zeit der Zärtlichkeit Leonard Rosenman für Cross Creek John Williams für Die Rückkehr der Jedi-Ritter |
| 1984 | Original Song Score and Its Adaptation or Best Adaptation Score: Michel Legrand Alan Bergman Marilyn Bergman | Yentl                              | Elmer Bernstein für Die Glücksritter Lalo Schifrin für Zwei ausgekochte Gauner |
| 1985 | Original Song Score: Prince                                                                                  | Purple Rain                        | Kris Kristofferson für Der Songschreiber Jeff Moss für Die Muppets erobern Manhattan |
| 1985 | Original Score: Maurice Jarre                                                                                | Reise nach Indien                  | Randy Newman für Der Unbeugsame Alex North für Unter dem Vulkan John Williams für Indiana Jones und der Tempel des Todes John Williams für Menschen am Fluß |
| 1986 | Original Score: John Barry                                                                                   | Jenseits von Afrika                | Bruce Broughton für Silverado Georges Delerue für Agnes – Engel im Feuer Maurice Jarre für Der einzige Zeuge Quincy Jones, Jeremy Lubbock, Rod Temperton, Caiphus Semenya, Andraé Crouch, Chris Boardman, Jorge Calandrelli, Joel Rosenbaum, Fred Steiner, Jack Hayes, Jerry Hey und Randy Kerber für Die Farbe Lila |
| 1987 | Original Score: Herbie Hancock                                                                               | Um Mitternacht                     | Jerry Goldsmith für Freiwurf James Horner für Aliens – Die Rückkehr Ennio Morricone für Mission Leonard Rosenman für Star Trek IV: Zurück in die Gegenwart |
| 1988 | Original Score: Ryūichi Sakamoto David Byrne Cong Su                                                         | Der letzte Kaiser                  | George Fenton und Jonas Gwangwa für Schrei nach Freiheit Ennio Morricone für The Untouchables – Die Unbestechlichen John Williams für Das Reich der Sonne John Williams für Die Hexen von Eastwick |
| 1989 | Original Score: Dave Grusin                                                                                  | Milagro – Der Krieg im Bohnenfeld  | George Fenton für Gefährliche Liebschaften Maurice Jarre für Gorillas im Nebel John Williams für Die Reisen des Mr. Leary Hans Zimmer für Rain Man |
| 1990 | Original Score: Alan Menken                                                                                  | Arielle, die Meerjungfrau          | Dave Grusin für Die fabelhaften Baker Boys James Horner für Feld der Träume John Williams für Geboren am 4. Juli John Williams für Indiana Jones und der letzte Kreuzzug |

## 1991–2000
| Jahr | Preisträger                                   | für den Film             | Nominierungen |
| ---- | --------------------------------------------- | ------------------------ | --- |
| 1991 | Original Score: John Barry                    | Der mit dem Wolf tanzt   | Dave Grusin für Havanna Maurice Jarre für Ghost – Nachricht von Sam Randy Newman für Avalon John Williams für Kevin – Allein zu Haus                                                                |
| 1992 | Original Score: Alan Menken                   | Die Schöne und das Biest | George Fenton für König der Fischer James Newton Howard für Herr der Gezeiten Ennio Morricone für Bugsy John Williams für JFK – Tatort Dallas                                                       |
| 1993 | Original Score: Alan Menken                   | Aladdin                  | John Barry für Chaplin Jerry Goldsmith für Basic Instinct Mark Isham für Aus der Mitte entspringt ein Fluß Richard Robbins für Wiedersehen in Howards End                                           |
| 1994 | Original Score: John Williams                 | Schindlers Liste         | Elmer Bernstein für Zeit der Unschuld Dave Grusin für Die Firma James Newton Howard für Auf der Flucht Richard Robbins für Was vom Tage übrig blieb                                                 |
| 1995 | Original Score: Hans Zimmer                   | Der König der Löwen      | Elliot Goldenthal für Interview mit einem Vampir Thomas Newman für Betty und ihre Schwestern Thomas Newman für Die Verurteilten Alan Silvestri für Forrest Gump                                     |
| 1996 | Drama: Luis Bacalov                           | Der Postmann             | Patrick Doyle für Sinn und Sinnlichkeit James Horner für Apollo 13 James Horner für Braveheart John Williams für Nixon                                                                              |
| 1996 | Musical/Komödie: Alan Menken Stephen Schwartz | Pocahontas               | Randy Newman für Toy Story Thomas Newman für Entfesselte Helden Marc Shaiman für Hallo, Mr. President John Williams für Sabrina                                                                     |
| 1997 | Drama: Gabriel Yared                          | Der englische Patient    | Patrick Doyle für Hamlet Elliot Goldenthal für Michael Collins David Hirschfelder für Shine – Der Weg ins Licht John Williams für Sleepers                                                          |
| 1997 | Musical/Komödie: Rachel Portman               | Emma (1996)              | Alan Menken und Stephen Schwartz für Der Glöckner von Notre Dame Randy Newman für James und der Riesenpfirsich Marc Shaiman für Der Club der Teufelinnen Hans Zimmer für Rendezvous mit einem Engel |
| 1998 | Drama: James Horner                           | Titanic                  | Danny Elfman für Good Will Hunting Philip Glass für Kundun Jerry Goldsmith für L.A. Confidential John Williams für Amistad                                                                          |
| 1998 | Musical/Komödie: Anne Dudley                  | Ganz oder gar nicht      | Danny Elfman für Men in Black Stephen Flaherty, Lynn Ahrens und David Newman für Anastasia James Newton Howard für Die Hochzeit meines besten Freundes Hans Zimmer für Besser geht’s nicht          |
| 1999 | Drama: Nicola Piovani                         | Das Leben ist schön      | David Hirschfelder für Elizabeth Randy Newman für Pleasantville – Zu schön, um wahr zu sein John Williams für Der Soldat James Ryan Hans Zimmer für Der schmale Grat                                |
| 1999 | Musical/Komödie: Stephen Warbeck              | Shakespeare in Love      | Randy Newman für Das große Krabbeln Stephen Schwartz und Hans Zimmer für Der Prinz von Ägypten Marc Shaiman für Patch Adams Matthew Wilder, David Zippel und Jerry Goldsmith für Mulan              |
| 2000 | John Corigliano                               | Die rote Violine         | Thomas Newman für American Beauty Rachel Portman für Gottes Werk und Teufels Beitrag John Williams für Die Asche meiner Mutter Gabriel Yared für Der talentierte Mr. Ripley                         |

## 2001–2010
| Jahr | Preisträger         | für den Film                                | Nominierungen |
| ---- | ------------------- | ------------------------------------------- | --- |
| 2001 | Tan Dun             | Tiger and Dragon                            | Ennio Morricone für Der Zauber von Malèna Rachel Portman für Chocolat – Ein kleiner Biss genügt John Williams für Der Patriot Hans Zimmer für Gladiator                                                              |
| 2002 | Howard Shore        | Der Herr der Ringe: Die Gefährten           | James Horner für A Beautiful Mind – Genie und Wahnsinn Randy Newman für Die Monster AG John Williams für A.I. – Künstliche Intelligenz John Williams für Harry Potter und der Stein der Weisen                       |
| 2003 | Elliot Goldenthal   | Frida                                       | Elmer Bernstein für Dem Himmel so fern Philip Glass für The Hours – Von Ewigkeit zu Ewigkeit Thomas Newman für Road to Perdition John Williams für Catch Me If You Can                                               |
| 2004 | Howard Shore        | Der Herr der Ringe: Die Rückkehr des Königs | Danny Elfman für Big Fish James Horner für Haus aus Sand und Nebel Thomas Newman für Findet Nemo Gabriel Yared für Unterwegs nach Cold Mountain                                                                      |
| 2005 | Jan A. P. Kaczmarek | Wenn Träume fliegen lernen                  | John Debney für Die Passion Christi James Newton Howard für The Village – Das Dorf Thomas Newman für Lemony Snicket – Rätselhafte Ereignisse John Williams für Harry Potter und der Gefangene von Askaban            |
| 2006 | Gustavo Santaolalla | Brokeback Mountain                          | Alberto Iglesias für Der ewige Gärtner Dario Marianelli für Stolz und Vorurteil John Williams für Die Geisha John Williams für München                                                                               |
| 2007 | Gustavo Santaolalla | Babel                                       | Alexandre Desplat für Die Queen Philip Glass für Tagebuch eines Skandals Javier Navarrete für Pans Labyrinth Thomas Newman für The Good German – In den Ruinen von Berlin                                            |
| 2008 | Dario Marianelli    | Abbitte                                     | Alberto Iglesias für Drachenläufer James Newton Howard für Michael Clayton Michael Giacchino für Ratatouille Marco Beltrami für Todeszug nach Yuma                                                                   |
| 2009 | A. R. Rahman        | Slumdog Millionär                           | Alexandre Desplat für Der seltsame Fall des Benjamin Button James Newton Howard für Defiance – Für meine Brüder, die niemals aufgaben Danny Elfman für Milk Thomas Newman für WALL·E – Der Letzte räumt die Erde auf |
| 2010 | Michael Giacchino   | Oben                                        | James Horner für Avatar – Aufbruch nach Pandora Alexandre Desplat für Der fantastische Mr. Fox Marco Beltrami und Buck Sanders für Tödliches Kommando – The Hurt Locker Hans Zimmer für Sherlock Holmes              |

## 2011–2020
| Jahr | Preisträger               | für den Film                              | Nominierungen |
| ---- | ------------------------- | ----------------------------------------- | --- |
| 2011 | Trent Reznor Atticus Ross | The Social Network                        | A. R. Rahman für 127 Hours John Powell für Drachenzähmen leicht gemacht Hans Zimmer für Inception Alexandre Desplat für The King’s Speech                                                                 |
| 2012 | Ludovic Bource            | The Artist                                | Alberto Iglesias für Dame, König, As, Spion Howard Shore für Hugo Cabret John Williams für Die Abenteuer von Tim und Struppi – Das Geheimnis der Einhorn John Williams für Gefährten                      |
| 2013 | Mychael Danna             | Life of Pi: Schiffbruch mit Tiger         | Dario Marianelli für Anna Karenina Alexandre Desplat für Argo John Williams für Lincoln Thomas Newman für James Bond 007: Skyfall                                                                         |
| 2014 | Steven Price              | Gravity                                   | John Williams für Die Bücherdiebin William Butler und Owen Pallett für Her Alexandre Desplat für Philomena Thomas Newman für Saving Mr. Banks                                                             |
| 2015 | Alexandre Desplat         | Grand Budapest Hotel                      | Alexandre Desplat für The Imitation Game – Ein streng geheimes Leben Hans Zimmer für Interstellar Gary Yershon für Mr. Turner – Meister des Lichts Jóhann Jóhannsson für Die Entdeckung der Unendlichkeit |
| 2016 | Ennio Morricone           | The Hateful Eight                         | Thomas Newman für Bridge of Spies – Der Unterhändler Jóhann Jóhannsson für Sicario John Williams für Star Wars: Das Erwachen der Macht Carter Burwell für Carol                                           |
| 2017 | Justin Hurwitz            | La La Land                                | Mica Levi für Jackie: Die First Lady Dustin O’Halloran und Hauschka für Lion – Der lange Weg nach Hause Nicholas Britell für Moonlight Thomas Newman für Passengers                                       |
| 2018 | Alexandre Desplat         | Shape of Water – Das Flüstern des Wassers | Carter Burwell für Three Billboards Outside Ebbing, Missouri Jonny Greenwood für Der seidene Faden John Williams für Star Wars: Die letzten Jedi Hans Zimmer für Dunkirk                                  |
| 2019 | Ludwig Göransson          | Black Panther                             | Terence Blanchard für BlacKkKlansman Nicholas Britell für Beale Street Alexandre Desplat für Isle of Dogs – Ataris Reise Marc Shaiman für Mary Poppins’ Rückkehr                                          |
| 2020 | Hildur Guðnadóttir        | Joker                                     | Alexandre Desplat für Little Women Randy Newman für Marriage Story Thomas Newman für 1917 John Williams für Star Wars: Der Aufstieg Skywalkers                                                            |

## 2021–2030
| Jahr | Preisträger                           | für den Film           | Nominierungen |
| ---- | ------------------------------------- | ---------------------- | --- |
| 2021 | Trent Reznor Atticus Ross Jon Batiste | Soul                   | Terence Blanchard für Da 5 Bloods Emile Mosseri für Minari – Wo wir Wurzeln schlagen James Newton Howard für Neues aus der Welt Trent Reznor und Atticus Ross für Mank             |
| 2022 | Hans Zimmer                           | Dune                   | Nicholas Britell für Don’t Look Up Germaine Franco für Encanto Jonny Greenwood für The Power of the Dog Alberto Iglesias für Parallele Mütter                                      |
| 2023 | Volker Bertelmann                     | Im Westen nichts Neues | Carter Burwell für The Banshees of Inisherin Justin Hurwitz für Babylon – Rausch der Ekstase Son Lux für Everything Everywhere All at Once John Williams für Die Fabelmans         |
| 2024 | Ludwig Göransson                      | Oppenheimer            | Jerskin Fendrix für Poor Things Laura Karpman für Amerikanische Fiktion Robbie Robertson für Killers of the Flower Moon John Williams für Indiana Jones und das Rad des Schicksals |
| 2025 | Daniel Blumberg                       | Der Brutalist          | Volker Bertelmann für Konklave Kris Bowers für Der wilde Roboter Camille und Clément Ducol für Emilia Pérez John Powell und Stephen Schwartz für Wicked                            |